# Wings (álbum de Bonnie Tyler)
Wings —en español: Alas— es el decimoquinto álbum de estudio de la cantante galesa Bonnie Tyler. Fue lanzado en Europa el 14 de mayo de 2005 por Stick Music, y el 12 de junio de 2006 en el Reino Unido bajo el título Celebrate. El álbum fue nombrado como sus dos sencillos, «Wings» (en Europa) y «Celebrate» (en el Reino Unido). La mayoría de las canciones recién escritas fueron compuestas por Bonnie Tyler y los compositores franceses, Paul D. Fitzgerald y Karen Drotar, y producido por Jean Lahcene (bajo el seudónimo de John Stage). Tyler también grabó nuevas versiones de sus éxitos internacionales «It's a Heartache» y «Total Eclipse of the Heart».
Los comentarios del álbum fueron mixtos, los críticos de música, argumentando que el mejor trabajo de Tyler llega a través de su vinculación con Jim Steinman. El álbum sólo trazó en Francia en 2005, alcanzando el número 133.

## Grabación y lanzamiento
En enero de 2004, Tyler llegó al número uno en Francia con su canción bilingüe «Si demain... (Turn Around)», que impulsó las ventas de su álbum de estudio en ese momento Simply Believe. Siguió trabajando en Francia, Tyler pasó a colaborar con el productor francés Jean Lahcene para crear otro álbum. Wings fue lanzado el 14 de mayo de 2005, y sería su último álbum durante ocho años antes del lanzamiento de Rocks and Honey. Tyler coescribió nueve de las canciones para Wings; esta fue la primera vez en la carrera de Tyler que había participado directamente en la composición de sus canciones. El álbum fue grabado en el estudio de Pasteur en París, Francia, y «All I Need is Love» y «I'll Stand By You» fueron grabados en el estudio de Stuart Emerson en el Reino Unido. Wings cuenta con dos canciones escritas por Stuart Emerson, uno de los cuales era un dúo con su compañera y amiga de Tyler, Lorraine Crosby. Emerson también contribuyó al álbum 1995 de Tyler Free Spirit y en 2004 en el álbum Simply Believe. Dos de las canciones, «Louise» y «Celebrate» también aparecen en el álbum en francés.
Wings fue lanzado en el Reino Unido bajo el título Celebrate en 2006. La versión del Reino Unido omitió las versiones francesas de los dos sencillos.
Otros lanzamientos, incluyendo actuaciones en directo de canciones de Wings incluyen el DVD Bonnie on Tour (2007), el CD en vivo Bonnie Tyler (2007) y The Complete Bonnie Tyler (2007); un paquete de CD y DVD que incluía de Tyler DVD Bonnie on Tour y wings.

## Respuesta de la crítica
El álbum recibió una crítica agridulce de Tomas Mureika de Allmusic. Él describió el álbum como «seguro», y ha añadido que «sirve como un heraldo que Tyler se debe volver a formar equipo con un productor de la talla de Jim Steinman para sacar lo mejor de su voz inimitable». Después de señalar que el álbum tenía algunos puntos altos, concluyó que el álbum era, sin embargo, fácil de olvidar.
Cuando el álbum se lanza en el Reino Unido como Celebrate, Elly Roberts (de Glasswerk Magazine) elogió el álbum. Ella dijo: «La voz, tan única como usted encontrará por una cantante femenina, es tan gruesa como siempre». Su banda es tan caliente como cualquier cosa en la escena (el guitarrista principal es excepcional), con una producción excelente en todos los niveles. Hablando de la pista «Run Run Run», que describió como un «asunto típico amable carta, llena de lamentos solos de guitarra, y un estribillo pegadizo que honraría cualquier pista de baile», y predijo que la pista posiblemente podría convertirse en su siguiente himno.

## Promoción

### Sencillos
El único sencillo del álbum, «Louise» fue lanzado después Celebrate el 19 de junio de 2006. Tyler grabó un vídeo musical de este sencillo en un naufragio en la costa de Túnez, que fue lanzado en CD.

### Televisión y giras
La BBC produjo un episodio de On Show sobre Bonnie Tyler titulado «One Voice». El episodio es un corto documental sobre la carrera de Tyler, y fue publicado unos meses antes de la publicación de wings. Tyler canto varias de las canciones del disco en La Cigale en París en su cumpleaños el 8 de junio de 2005. El concierto fue filmado y lanzado como parte de un DVD titulado Bonnie on Tour, y también en un CD en vivo llamado Bonnie Tyler en vivo. Ella también canto algunas de las canciones en el Festival Internacional de la Canción de Sopot 2005.
Tyler tenía dos bandas de gira entre 2004 y 2006; su banda regular que se formó por primera vez en la década de 1990, y una banda francesa.

## Lista de canciones
| Wings — Lanzamiento europeo |                                              |                                            |          |  |
| N.º                         | Título                                       | Escritor(es)                               | Duración |  |
| 1.                          | «Louise»                                     | Paul D. Fitzgerald, Bonnie Tyler           | 3:45     |  |
| 2.                          | «Celebrate»                                  | Karen Drotar, Bonnie Tyler                 | 2:55     |  |
| 3.                          | «Driving Me Crazy»                           | Karen Drotar, Bonnie Tyler                 | 3:20     |  |
| 4.                          | «Hold Out Your Heart»                        | Paul D. Fitzgerald                         | 3:52     |  |
| 5.                          | «Run Run Run»                                | Karen Drotar, Bonnie Tyler                 | 3:26     |  |
| 6.                          | «Wings»                                      | Paul D. Fitzgerald, Bonnie Tyler           | 4:02     |  |
| 7.                          | «It's a Heartache» (Nueva versión)           | Steve Wolfe, Ronnie Scott                  | 3:19     |  |
| 8.                          | «Stand Up»                                   | Arnaud de Rozenblat, Y. Shah, Bonnie Tyler | 3:32     |  |
| 9.                          | «Crying in Berlin»                           | Paul D. Fitzgerald, Bonnie Tyler           | 3:34     |  |
| 10.                         | «Total Eclipse of the Heart» (Nueva versión) | Jim Steinman                               | 3:50     |  |
| 11.                         | «I'll Stand by You» (con Lorraine Crosby)    | Stuart Emerson                             | 4:17     |  |
| 12.                         | «All I Need Is Love»                         | Stuart Emerson                             | 4:46     |  |
| 13.                         | «I Won't Look Back»                          | Paul D. Fitzgerald, Bonnie Tyler           | 3:35     |  |
| 14.                         | «Streets of Stone»                           | Paul D. Fitzgerald, Bonnie Tyler           | 3:27     |  |
| 15.                         | «Chante avec moi»                            | Karen Drotar, Bonnie Tyler                 | 2:55     |  |
| 16.                         | «Louise (Il est mon homme)»                  | Paul D. Fitzgerald, Bonnie Tyler           | 3:45     |  |

| Celebrate — Lanzamiento en el Reino Unido |                       |          |  |
| N.º                                       | Título                | Duración |  |
| 1.                                        | «Driving Me Crazy»    | 3:26     |  |
| 2.                                        | «All I Need Is Love»  | 3:31     |  |
| 3.                                        | «Louise»              | 3:50     |  |
| 4.                                        | «Hold Out Your Heart» | 4:05     |  |
| 5.                                        | «Run Run Run»         | 3:34     |  |
| 6.                                        | «Wings»               | 4:12     |  |
| 7.                                        | «Celebrate»           | 3:02     |  |
| 8.                                        | «I Won't Look Back»   | 3:42     |  |
| 9.                                        | «Stand Up»            | 3:41     |  |
| 10.                                       | «Crying in Berlin»    | 3:43     |  |
| 11.                                       | «Streets of Stone»    | 3:36     |  |
| 12.                                       | «I'll Stand By You»   | 4:17     |  |

| Celebrate — Bonus tracks |                                           |          |  |
| N.º                      | Título                                    | Duración |  |
| 13.                      | «Louise» (Vídeo musical)                  |          |  |
| 14.                      | «It's a Heartache» (En vivo en La Cigale) |          |  |

## Posicionamiento en las listas
| País           | Mejor posición |
| -------------- | -------------- |
| Francia (SNEP) | 133            |

## Personal
Créditos adaptados de Allmusic:
- Productor de discos|Productor, Productor ejecutivo - John Stage
- Dirección - Lionel Ducos
- Ingeniero de grabación|Ingenieros - Stuart Emerson, Saint James II, John Stage
- Programación - Fred Andrews, Stuart Emerson, Fab, Saint James II, John Stage
- Fotografía - Ducs, Bertrand Levet, John Stage, Robert Sullivan
- Artes visuales - Pop at Work
- Coordinación internacional - Karen Drotar
- Teclado - Fred Andrews, Didier Collet, Stuart Emerson, Saint James II, Laurent Meliz, John Stage
- Drum kit - Tom Box, Stuart Emerson
- Bajo - Stuart Emerson, Jannick Top
- Guitarra - Stuart Emerson, Sebastien Heurtault, Eric "Zycki" Stezycki
- Gaita - Loïc Taillebrest
- Solo (música)ista - Lorraine Crosby
- Coros - Lorraine Crosby, Karen Drotar, Stuart Emerson, F. Godebout, D. Goury, Serge Haouzi, Laura Lahcene, Fanny Llado, J.J. Sombrun, John Stage